# 鲁松
鲁松（法語：Rousson，法語發音：[ʁusɔ̃]）是法国加尔省的一个市镇，属于阿莱斯区。

## 地理
鲁松（44°10'43"N, 4°9'0"E）面积32.57 平方千米，位于法国奧克西塔尼大區加尔省，该省份为法国南部沿海省份，南端濒地中海，北起顺时针与阿尔代什省、沃克吕兹省、罗讷河口省、埃罗省、阿韦龙省和洛泽尔省接壤。
与鲁松接壤的市镇（或旧市镇、城区）包括：阿莱格尔莱菲马德、莱马日、欧佐内河畔圣弗洛朗、圣让-德瓦莱里斯克勒、圣瑞利安德卡萨尼亚、圣于连莱罗西耶、圣普里瓦德维约、萨兰德尔、塞尔瓦。

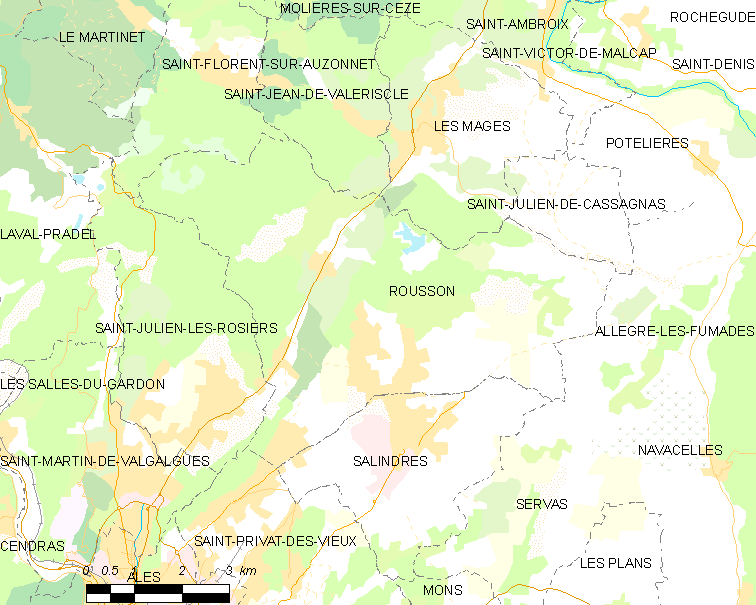
鲁松的OSM定位图

鲁松的时区为UTC+01:00、UTC+02:00（夏令时）。

## 行政
鲁松的邮政编码为30340，INSEE市镇编码为30223。

## 政治
鲁松所属的省级选区为鲁松县。

## 人口

1962-2008年间鲁松人口变化图示

鲁松于2022年1月1日时的人口数量为4437人。